# Җ
Җ, җ — кирилична літера, утворена від Ж. Використовується в татарській, калмицькій та дунганській абетках. В татарській позначає звук /ʓ/, в калмицькій — /ʤ/, в дунганській — /tʂ/ або /tɕ/. Раніше використовувалася в туркменській кирилиці.
В сучасній туркменській латиниці Җ відповідає J. В татарській латинській графіці на її місці вживали C, в дунганській — z̧.